# Liste des villages de l'Alberta

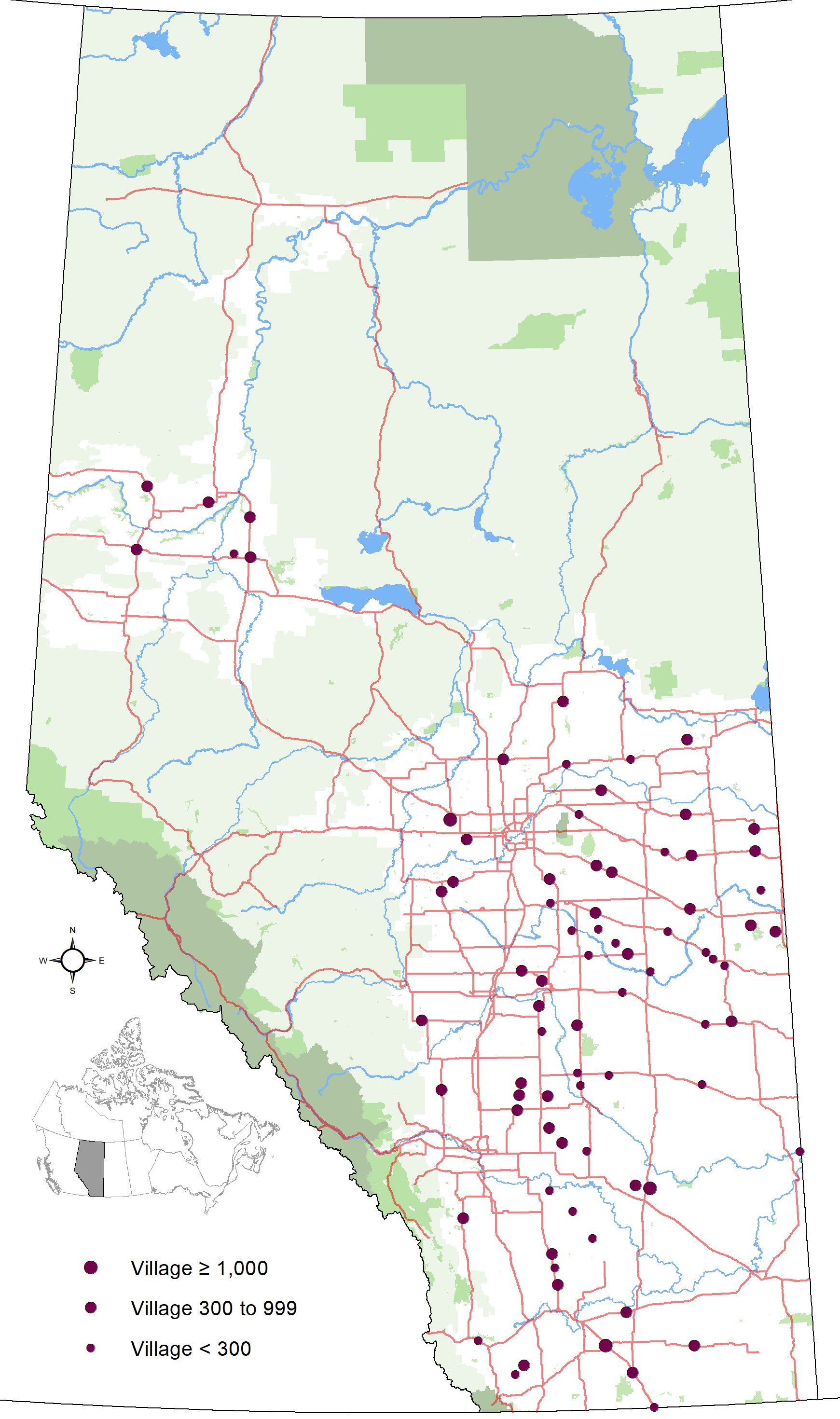
Répartition des 93 villages d'Alberta.

Dans la province canadienne de l'Alberta, un village est une municipalité urbaine formée à partir de communautés urbaines d'au moins 300 habitants. Lorsque la population d'un village excède 1 000 habitants, son conseil peut postuler pour changer son statut en ville, mais le changement de statut constitué n'est pas obligatoire. Les communautés ayant une population en diminution sont autorisées à garder leur statut de village, même si le nombre de résidents tombe en dessous de la limite des 300. Certains villages d'Alberta n'ont jamais atteint une population de 300 habitants, mais se sont constitués en villages avant cette exigence actuelle.
L'Alberta compte actuellement un total de 93 villages avec une population cumulée totalisant 39 546 habitants en 2012.

## Administration
Conformément à la partie 5, section 1 de la Municipal Government Act (MGA), chaque municipalité créée sous l'autorité de la MGA est régie par un conseil. Un conseil de village se compose de trois conseillers par défaut, dont l'un est élu chef du village ou maire. Un conseil de village peut être constitué d'un nombre supérieur si le conseil adopte un règlement modifiant sa taille. Ce nombre doit obligatoirement être impair pour éviter égalité des voix sur les questions du conseil. Pour la période 2013-2017, 42 villages ont un conseil de trois personnes, et 51 de cinq. Tous sont élus au suffrage universel.
Tous les membres du conseil sont élus conformément aux dispositions de la Local Authorities Election Act (LAEA). Les candidats à la mairie ou au conseil doivent habiter la municipalité depuis un minimum de six mois consécutifs avant le jour de la candidature. La dernière élection municipale s'est déroulée le 21 octobre 2013.
Affaires municipales Alberta, un ministère du Cabinet de l'Alberta, est chargé de la coordination à tous les niveaux de l'administration locale.
Les tâches administratives des cités comprennent la sécurité publique, les transports locaux, les routes, le service de l'eau, de la collecte et de l'évacuation des déchets, ainsi que la coordination de l'infrastructure avec les autorités provinciales et régionales (y compris la construction de routes, l'éducation et la santé).

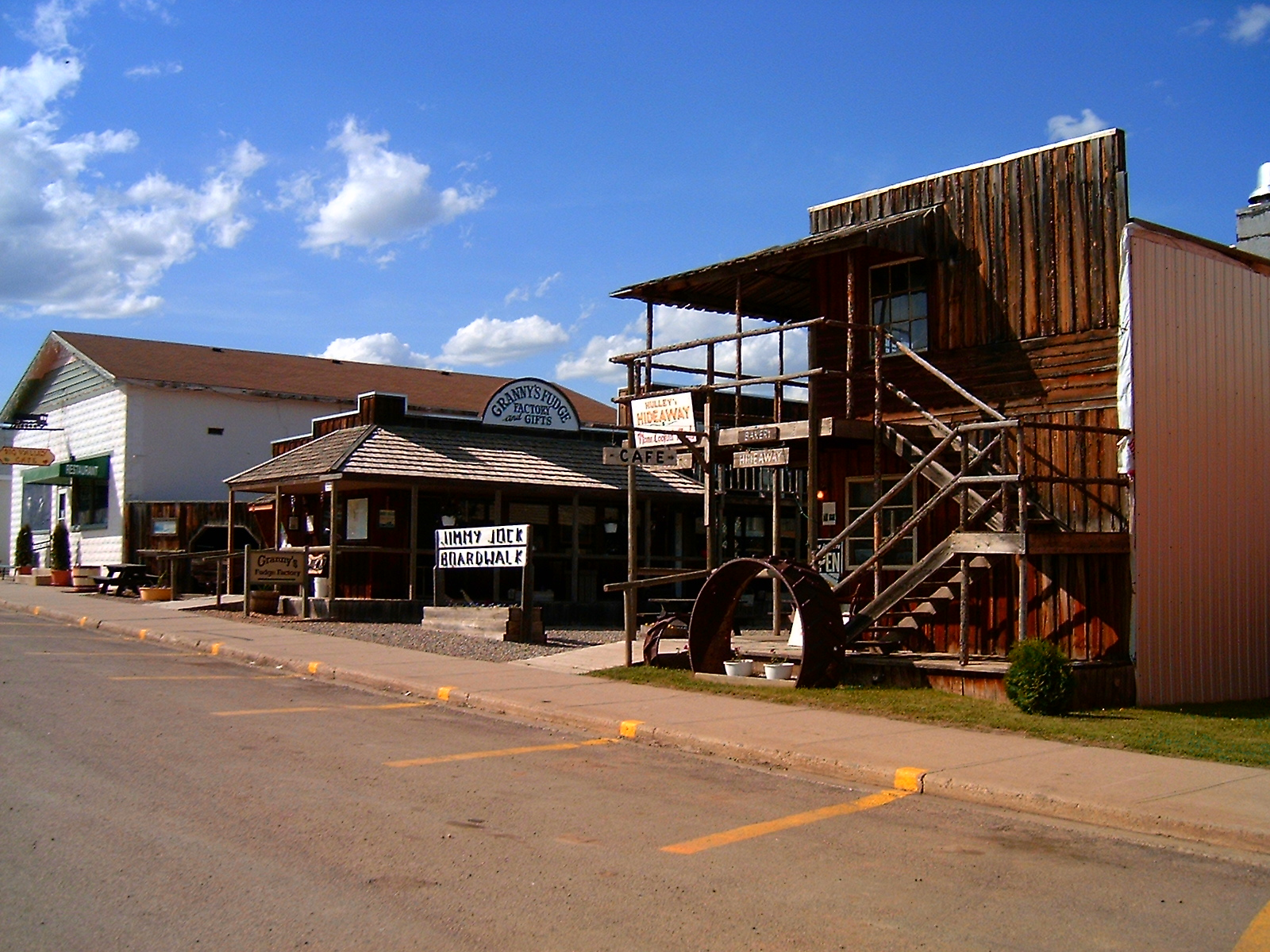
Big Valley
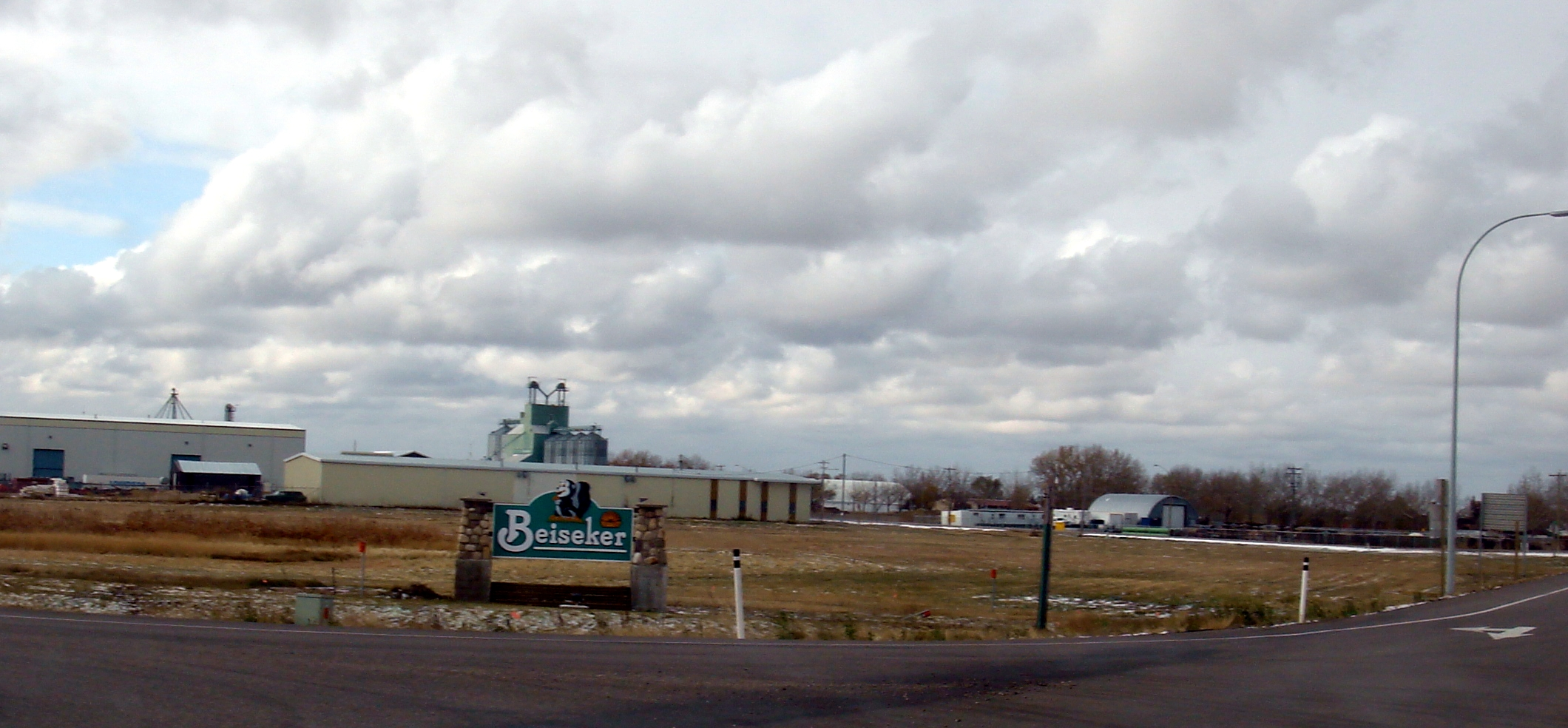
Beiseker
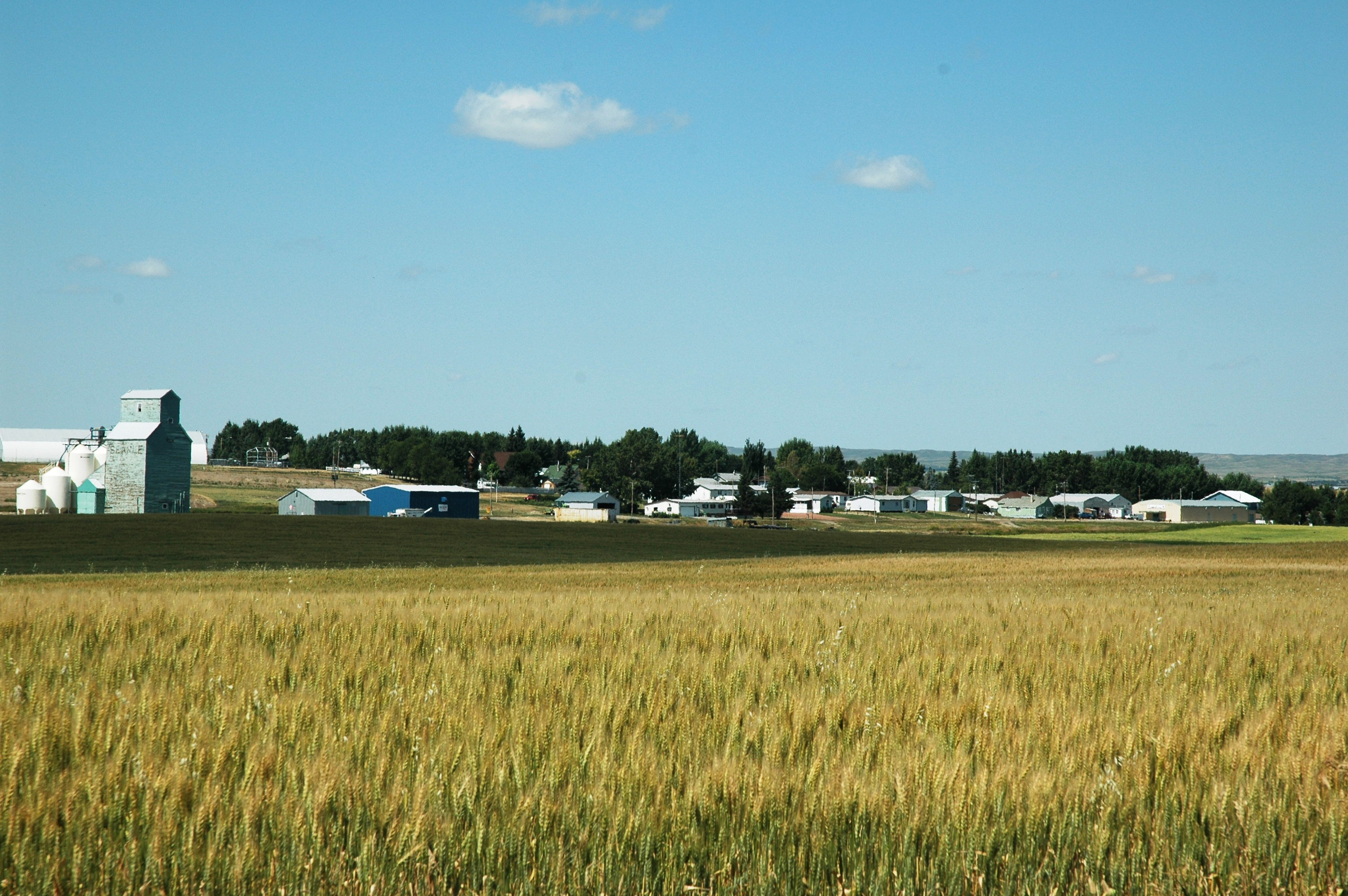
Milo
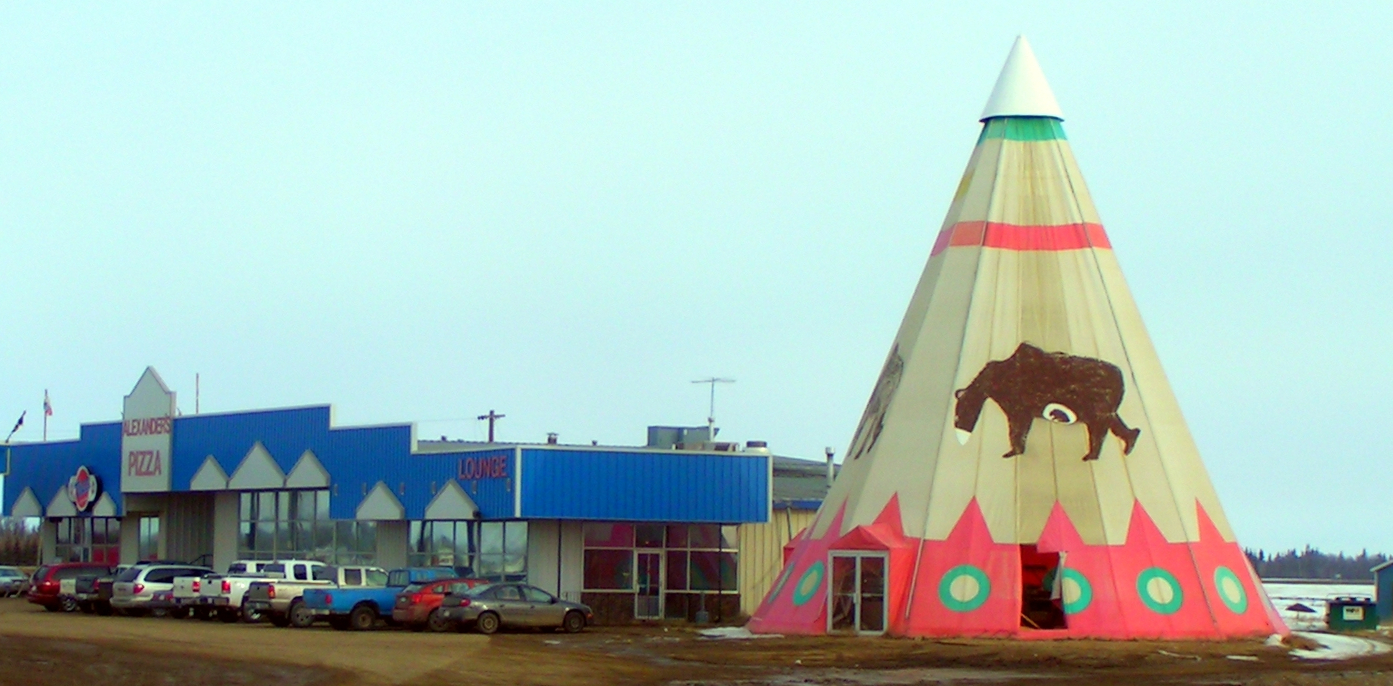
Rycroft

## Liste des villages
| Village         | Municipalités rurales                      | Date d'incorporation (village d'été) | Population recensement municipal (année) | Population en 2011 | Population en 2006 | Variation en % | Superficie (km²) | Densité au km² |
| --------------- | ------------------------------------------ | ------------------------------------ | ---------------------------------------- | ------------------ | ------------------ | -------------- | ---------------- | -------------- |
| Acme            | Kneehill, comté de                         | 7 juillet 1910                       |                                          | 653                | 656                | −0,5           | 2,47             | 263,9          |
| Alberta Beach   | Lac Sainte-Anne, comté de                  | 1er janvier 1999                     |                                          | 865                | 884                | −2,1           | 1,98             | 436,7          |
| Alix            | Lacombe, comté de                          | 3 juin 1907                          |                                          | 830                | 851                | −2,5           | 3,15             | 263,4          |
| Alliance        | Flagstaff, comté de                        | 26 août 1918                         |                                          | 174                | 158                | 10,1           | 0,64             | 270,1          |
| Amisk           | Provost No 52, district municipal de       | 1er janvier 1956                     |                                          | 207                | 172                | 20,3           | 0,76             | 272,2          |
| Andrew          | Lamont, comté de                           | 24 juin 1930                         |                                          | 379                | 465                | −18,5          | 1,23             | 308,7          |
| Arrowwood       | Vulcan, comté de                           | 13 mai 1926                          |                                          | 188                | 221                | −14,9          | 0,66             | 286,1          |
| Barnwell        | Taber, district municipal de               | 1er janvier 1980                     | 812 (2011)                               | 771                | 618                | 24,8           | 1,49             | 517,2          |
| Barons          | Lethbridge, comté de                       | 6 mai 1910                           |                                          | 315                | 276                | 14,1           | 0,68             | 462,2          |
| Bawlf           | Camrose, comté de                          | 12 octobre 1906                      |                                          | 403                | 367                | 9,8            | 0,96             | 418,5          |
| Beiseker        | Rocky View, comté de                       | 23 février 1921                      |                                          | 785                | 804                | −2,4           | 2,84             | 276,8          |
| Berwyn          | Peace No 135, district municipal de        | 28 novembre 1936                     |                                          | 526                | 516                | 1,9            | 1,66             | 316,7          |
| Big Valley      | Stettler No 6, comté de                    | 9 mars 1942                          |                                          | 364                | 351                | 3,7            | 1,84             | 198,3          |
| Bittern Lake    | Camrose, comté de                          | 2 novembre 1904                      |                                          | 224                | 225                | −0,4           | 6,64             | 33,7           |
| Botha           | Stettler No 6, comté de                    | 5 septembre 1911                     |                                          | 175                | 185                | −5,4           | 1,09             | 160,7          |
| Boyle           | Athabasca, comté de                        | 31 décembre 1953                     |                                          | 916                | 854                | 7,3            | 7,28             | 125,8          |
| Breton          | Brazeau, comté de                          | 1er janvier 1957                     | 581 (2012)                               | 496                | 550                | −9,8           | 1,73             | 286,5          |
| Carbon          | Kneehill, comté de                         | 18 novembre 1912                     |                                          | 592                | 570                | 3,9            | 2,00             | 295,6          |
| Carmangay       | Vulcan, comté de                           | 4 mars 1936                          | 262 (2013)                               | 367                | 336                | 9,2            | 1,86             | 197,1          |
| Caroline        | Clearwater, comté de                       | 31 décembre 1951                     |                                          | 501                | 515                | −2,7           | 1,98             | 252,8          |
| Cereal          | Aire spéciale No 3                         | 19 août 1914                         |                                          | 134                | 126                | 6,3            | 0,95             | 141,6          |
| Champion        | Vulcan, comté de                           | 27 mai 1911                          |                                          | 378                | 364                | 3,8            | 0,88             | 429,7          |
| Chauvin         | Wainwright No 61, district municipal de    | 30 décembre 1912                     | 340 (2011)                               | 334                | 308                | 8,4            | 2,32             | 143,9          |
| Chipman         | Lamont, comté de                           | 21 octobre 1913                      |                                          | 284                | 253                | 12,3           | 9,61             | 29,5           |
| Clive           | Lacombe, comté de                          | 9 janvier 1912                       |                                          | 675                | 562                | 20,1           | 2,12             | 318,3          |
| Clyde           | Westlock, comté de                         | 28 janvier 1914                      |                                          | 503                | 470                | 7,0            | 1,36             | 370,7          |
| Consort         | Aire spéciale No 4                         | 23 septembre 1912                    | 722 (2012)                               | 689                | 739                | −6,8           | 2,83             | 243,3          |
| Coutts          | Warner No 5, comté de                      | 1er janvier 1960                     |                                          | 277                | 305                | −9,2           | 0,98             | 283,3          |
| Cowley          | Pincher Creek No 9, district municipal de  | 16 août 1906                         |                                          | 236                | 219                | 7,8            | 1,40             | 168,8          |
| Cremona         | Mountain View, comté de                    | 1er janvier 1955                     |                                          | 457                | 463                | −1,3           | 1,71             | 267,8          |
| Czar            | Provost No 52, district municipal de       | 12 novembre 1917                     |                                          | 167                | 175                | −4,6           | 1,18             | 141,6          |
| Delburne        | Red Deer, comté de                         | 17 janvier 1913                      |                                          | 830                | 765                | 8,5            | 3,92             | 211,5          |
| Delia           | Starland, comté de                         | 20 juillet 1914                      |                                          | 186                | 207                | −10,1          | 1,31             | 142,5          |
| Dewberry        | Vermilion River, comté de                  | 1er janvier 1957                     |                                          | 201                | 196                | 2,6            | 0,84             | 238,5          |
| Donalda         | Stettler No 6, comté de                    | 30 décembre 1912                     |                                          | 259                | 224                | 15,6           | 0,99             | 262,3          |
| Donnelly        | Smoky River No 130, district municipal de  | 1er janvier 1956                     |                                          | 305                | 293                | 4,1            | 1,27             | 239,9          |
| Duchess         | Newell, comté de                           | 12 mai 1921                          |                                          | 992                | 978                | 1,4            | 1,89             | 526,2          |
| Edberg          | Camrose, comté de                          | 4 février 1930                       |                                          | 168                | 155                | 8,4            | 0,36             | 470,9          |
| Edgerton        | Wainwright No 61, district municipal de    | 11 september 1917                    | 401 (2012)                               | 317                | 373                | −15,0          | 1,89             | 168,1          |
| Elnora          | Red Deer, comté de                         | 22 juillet 1929                      | 320 (2011)                               | 313                | 280                | 11,8           | 1,48             | 210,9          |
| Empress         | Aire spéciale No 2                         | 5 février 1914                       |                                          | 188                | 136                | 38,2           | 1,75             | 107,6          |
| Ferintosh       | Camrose, comté de                          | 9 janvier 1911                       |                                          | 181                | 153                | 18,3           | 0,62             | 290,2          |
| Foremost        | Forty Mile No 8, comté de                  | 31 décembre 1950                     |                                          | 526                | 524                | 0,4            | 1,89             | 277,8          |
| Forestburg      | Flagstaff, comté de                        | 21 août 1919                         |                                          | 831                | 895                | −7,2           | 2,75             | 302,0          |
| Gadsby          | Stettler No 6, comté de                    | 6 mai 1910                           |                                          | 25                 | 35                 | −28,6          | 0,82             | 30,5           |
| Galahad         | Flagstaff, comté de                        | 5 mars 1918                          |                                          | 119                | 134                | −11,2          | 0,60             | 199,7          |
| Girouxville     | Smoky River No 130, district municipal de  | 31 décembre 1951                     |                                          | 266                | 282                | −5,7           | 0,58             | 461,2          |
| Glendon         | Bonnyville No 87, district municipal de    | 1er janvier 1956                     |                                          | 486                | 421                | 15,4           | 1,98             | 245,1          |
| Glenwood        | Cardston, comté de                         | 1er janvier 1961                     |                                          | 287                | 280                | 2,5            | 1,46             | 197,2          |
| Halkirk         | Paintearth No 18, comté de                 | 10 février 1912                      |                                          | 121                | 113                | 7,1            | 0,65             | 185,7          |
| Hay Lakes       | Camrose, comté de                          | 17 avril 1928                        |                                          | 425                | 362                | 17,4           | 0,58             | 730,1          |
| Heisler         | Flagstaff, comté de                        | 1er janvier 1961                     |                                          | 151                | 153                | −1,3           | 0,76             | 199,9          |
| Hill Spring     | Cardston, comté de                         | 1er janvier 1961                     |                                          | 186                | 192                | −3,1           | 1,11             | 167,2          |
| Hines Creek     | Clear Hills, comté de                      | 31 décembre 1951                     |                                          | 380                | 430                | −11,6          | 4,37             | 86,9           |
| Holden          | Beaver, comté de                           | 14 avril 1909                        |                                          | 381                | 398                | −4,3           | 1,70             | 224,3          |
| Hughenden       | Provost No 52, district municipal de       | 27 décembre 1917                     | 258 (2012)                               | 230                | 231                | −0,4           | 0,78             | 296,6          |
| Hussar          | Wheatland, comté de                        | 20 avril 1928                        |                                          | 176                | 187                | −5,9           | 0,99             | 177,8          |
| Hythe           | Grande Prairie No 1, comté de              | 31 août 1929                         |                                          | 820                | 821                | −0,1           | 4,12             | 198,8          |
| Innisfree       | Minburn No 27, comté de                    | 11 mars 1911                         |                                          | 220                | 233                | −5,6           | 1,27             | 172,6          |
| Irma            | Wainwright No 61, district municipal de    | 30 mai 1912                          |                                          | 457                | 444                | 2,9            | 1,11             | 410,7          |
| Kitscoty        | Vermilion River, comté de                  | 22 mars 1911                         | 967 (2013)                               | 846                | 709                | 19,3           | 1,54             | 549,8          |
| Linden          | Kneehill, comté de                         | 1er janvier 1964                     |                                          | 725                | 660                | 9,8            | 2,56             | 283,3          |
| Lomond          | Vulcan, comté de                           | 16 février 1916                      |                                          | 173                | 175                | −1,1           | 1,28             | 134,9          |
| Longview        | Foothills No 31, district municipal de     | 1er janvier 1964                     |                                          | 307                | 300                | 2,3            | 1,09             | 282,1          |
| Lougheed        | Flagstaff, comté de                        | 7 novembre 1911                      | 273 (2013)                               | 233                | 217                | 7,4            | 1,92             | 121,5          |
| Mannville       | Minburn No 27, comté de                    | 29 décembre 1906                     |                                          | 803                | 782                | 2,7            | 2,15             | 373,6          |
| Marwayne        | Vermilion River, comté de                  | 31 décembre 1952                     | 667 (2013)                               | 612                | 521                | 17,5           | 1,68             | 364,5          |
| Milo            | Vulcan, comté de                           | 7 mai 1931                           |                                          | 122                | 100                | 22,0           | 1,04             | 116,9          |
| Minburn         | Minburn No 27, comté de                    | 24 juin 1919                         |                                          | 105                | 65                 | 61,5           | 0,73             | 144,2          |
| Morrin          | Starland, comté de                         | 16 avril 1920                        |                                          | 245                | 253                | −3,2           | 0,82             | 298,9          |
| Munson          | Starland, comté de                         | 5 mai 1911                           |                                          | 204                | 217                | −6,0           | 2,60             | 78,5           |
| Myrnam          | Two Hills No 21, comté de                  | 22 août 1930                         |                                          | 370                | 362                | 2,2            | 2,76             | 134,2          |
| Nampa           | Northern Sunrise, comté de                 | 1er janvier 1958                     |                                          | 362                | 360                | 0,6            | 1,86             | 194,9          |
| Nobleford       | Lethbridge, comté de                       | 28 février 1918                      |                                          | 1 000              | 689                | 45,1           | 1,54             | 647,8          |
| Paradise Valley | Vermilion River, comté de                  | 1er janvier 1964                     |                                          | 174                | 183                | −4,9           | 0,57             | 306,9          |
| Rockyford       | Wheatland, comté de                        | 28 mars 1919                         |                                          | 325                | 349                | −6,9           | 1,08             | 300,0          |
| Rosalind        | Camrose, comté de                          | 1er janvier 1966                     |                                          | 190                | 190                | 0,0            | 0,59             | 322,2          |
| Rosemary        | Newell, comté de                           | 31 décembre 1951                     | 421 (2012)                               | 342                | 388                | −11,9          | 0,56             | 607,8          |
| Rycroft         | Spirit River No 133, district municipal de | 15 mars 1944                         |                                          | 628                | 638                | −1,6           | 1,69             | 372,5          |
| Ryley           | Beaver, comté de                           | 2 avril 1910                         |                                          | 497                | 458                | 8,5            | 1,97             | 251,9          |
| Spring Lake     | Parkland, comté de                         | 1er janvier 1999                     | 614 (2012)                               | 533                | 501                | 6,4            | 2,12             | 251,5          |
| Standard        | Wheatland, comté de                        | 29 avril 1922                        |                                          | 379                | 380                | −0,3           | 2,34             | 162,1          |
| Stirling        | Warner No 5, comté de                      | 3 september 1901                     | 1 147 (2013)                             | 1 090              | 921                | 18,3           | 2,64             | 413,6          |
| Strome          | Flagstaff, comté de                        | 3 février 1910                       |                                          | 228                | 252                | −9,5           | 0,92             | 248,4          |
| Thorsby         | Leduc, comté de                            | 31 décembre 1949                     | 947 (2012)                               | 951                | 945                | 0,6            | 3,87             | 245,7          |
| Veteran         | Aire spéciale No 4                         | 30 juin 1914                         |                                          | 249                | 293                | −15,0          | 0,84             | 297,0          |
| Vilna           | Smoky Lake, comté de                       | 23 juin 1923                         | 290 (2012)                               | 249                | 274                | −9,1           | 0,90             | 277,5          |
| Wabamun         | Parkland, comté de                         | 1er janvier 1980                     |                                          | 661                | 601                | 10,0           | 3,24             | 203,8          |
| Warburg         | Leduc, comté de                            | 31 décembre 1953                     |                                          | 789                | 621                | 27,1           | 2,70             | 292,6          |
| Warner          | Warner No 5, comté de                      | 12 novembre 1908                     | 392 (2011)                               | 331                | 307                | 7,8            | 1,15             | 288,5          |
| Waskatenau      | Smoky Lake, comté de                       | 19 mai 1932                          |                                          | 255                | 278                | −8,3           | 0,60             | 427,6          |
| Willingdon      | Two Hills No 21, comté de                  | 31 août 1928                         |                                          | 275                | 295                | −6,8           | 0,97             | 283,8          |
| Youngstown      | Aire spéciale No 3                         | 31 décembre 1936                     |                                          | 178                | 170                | 4,7            | 1,00             | 177,7          |
| Total villages  | –                                          | –                                    | –                                        | 38 675             | 37 288             | 3,7            | 166,12           | 232,8          |

Notes:
1. ↑  Bittern Lake est initialement appelé Rosenroll jusqu'au 16 décembre 1911[10].
2. ↑  Delia est initialement appelé Highland jusqu'au 9 décembre 1915[11].
3. ↑  Hay Lakes est initialement appelé Hay Lake jusqu'au 1er janvier 1932.
4. ↑  Ryley est également connu sous le nom de Equity en 1909.
5. ↑  Spring Lake est initialement appelé Edmonton Beach jusqu'au 1er janvier 1999[12].
6. ↑  Stirling a été désigné lieu historique national du Canada.